# Fin (película)
Fin es una película española de suspense de 2012 dirigida por Jorge Torregrossa y escrita por Sergio G. Sánchez y Jorge Guerricaechevarría. El filme está producido por Antena 3 y el estreno fue el 23 de noviembre de 2012.
La película está basada en la novela homónima de David Monteagudo.

## Sinopsis
Un grupo de viejos amigos se reúnen, después de mucho tiempo, para pasar el fin de semana en una casa en el monte. A pesar de los años nada ha cambiado entre ellos; sin embargo, sus respectivos pasados continúan atormentándoles. 
De pronto sucede un extraño incidente que altera sus planes y les deja incomunicados con el mundo exterior. Cuando van en busca de ayuda, descubren que están prácticamente solos y el grupo empieza a desaparecer como si se estableciese un nuevo orden natural.

## Reparto
- Miquel Fernández es Sergio.
- Antonio Garrido es Rafa.
- Daniel Grao es Félix.
- Clara Lago es Eva.
- Eugenio Mira es Ángel "El Profeta".
- Blanca Romero es Cova.
- Carmen Ruiz es Sara.
- Andrés Velencoso[3] es Hugo.
- Maribel Verdú es Maribel.

## Premios y nominaciones
Neox Fan Awards 2013
| Categoría            | Persona        | Resultado |
| -------------------- | -------------- | --------- |
| Mejor película       | Mejor película | Nominada  |
| Mejor actriz de cine | Clara Lago     | Ganadora  |